# Ron Blair

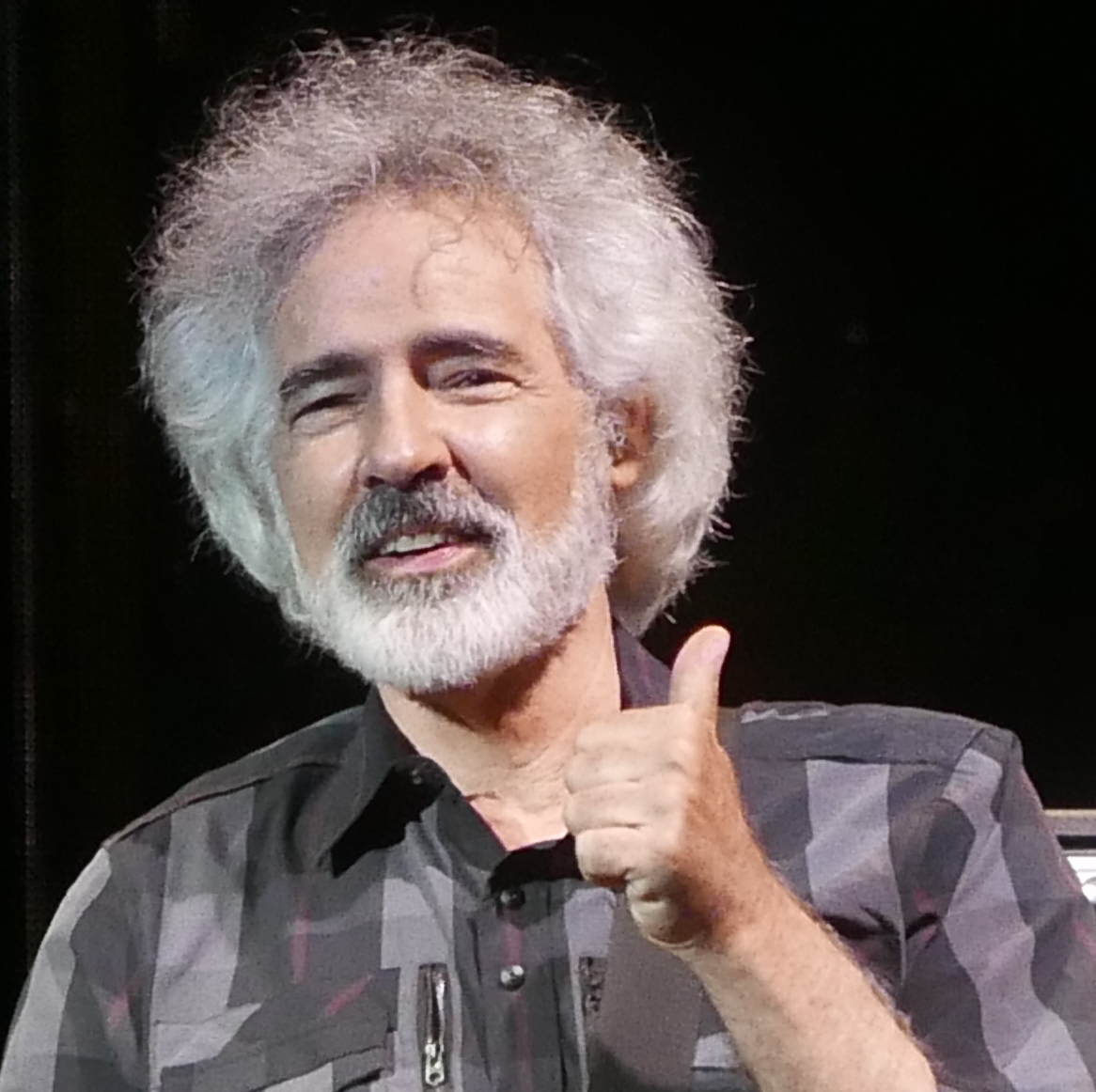
Ron Blair, 2017

Ronald Edward Blair (* 16. September 1948 in San Diego, Kalifornien) ist ein US-amerikanischer Bassist.

## Leben
Ronald „Ron“ Blair erhielt durch Vermittlung von Stan Lynch die Möglichkeit zu einer Session mit Benmont Tench und Tom Petty, nachdem deren vorherige Band Mudcrutch aufgelöst worden war. Er wurde daraufhin eines der Gründungsmitglieder der neuen Band Tom Petty & the Heartbreakers und spielte auf deren ersten vier Alben. Als Studiomusiker spielte er zudem 1981 auf dem Album Drop Down and Get Me von Del Shannon. Er litt während seiner Zeit in der Band unter den Tourstrapazen mit jährlich um die zweihundert Auftritten und trennte sich 1982 schließlich einvernehmlich von den Heartbreakers. Blair ließ das Musikgeschäft komplett hinter sich und arbeitete für 15 Jahre in einem Geschäft für Badebekleidung, welches der Familie seiner Frau gehörte. Erst in den späten 1990er Jahren wurde er durch Mike Campbell wieder zu Studioaufnahmen aufgemuntert. 1994 spielte er auf dem Album Street Angel von Stevie Nicks sowie Tom Pettys Soloalbum Wildflowers.
Als die Heartbreakers bedingt durch die Heroinsucht von Howie Epstein nach einem neuen Bassisten suchten, stellte Gitarrist Mike Campbell den Kontakt zu Tom Petty her, so dass Blair 2002 auf The Last DJ erstmals wieder auf einem Album seiner alten Band zu hören war. Im darauf folgenden Jahr nahm er als Musiker am Concert for George teil. Er blieb bis Tom Pettys Tod Mitglied der Band und wurde 2002 als Bandmitglied in die Rock and Roll Hall of Fame aufgenommen.
Seine Schwester Janice Blair war von 1973 bis 1975 mit Gregg Allman verheiratet, der ihr das Lied Queen of Hearts widmete.

## Diskografie (Auszug)
- 1976: Tom Petty & the Heartbreakers – Tom Petty & the Heartbreakers
- 1978: You’re Gonna Get It! – Tom Petty & the Heartbreakers
- 1979: Damn the Torpedoes – Tom Petty & the Heartbreakers
- 1981: Drop Down and Get Me – Del Shannon
- 1981: Hard Promises – Tom Petty & the Heartbreakers
- 1982: Long After Dark – Tom Petty & the Heartbreakers
- 1985: Southern Accents – Tom Petty & the Heartbreakers
- 1994: Street Angel – Stevie Nicks
- 1994: Wildflowers – Tom Petty
- 2002: The Last DJ – Tom Petty & the Heartbreakers
- 2003: Concert for George
- 2008: Evolver – John Legend
- 2010: Mojo – Tom Petty & the Heartbreakers
- 2014: Hypnotic Eye – Tom Petty & the Heartbreakers